# Магалашвілі Кетеван Костянтинівна
Кетеван Костянтинівна Магалашвілі (груз. ქეთევან კონსტანტინეს ასული მაღალაშვილი; нар. 7 (19) квітня 1894, Кутаїсі, Кутаїська губернія, Російська імперія — пом. 30 травня 1973, Тбілісі, ГрузССР, СРСР) — грузинська і радянська художниця-портретистка, народна художниця Грузинської РСР (1961 рік).

## Біографія
Народилася 7 квітня 1894 року в Кутаїсі. Коли дівчинці було два роки, сім'я переїхала до Тбілісі.
У 1911 році вступила до Школи живопису і скульптури в Тбілісі, в 1915 році перевелася до Московського училища живопису, ліплення і зодчества.
Приїхавши влітку 1917 року до Грузії, повернутися в Москву вже не змогла через революційні події в колишній Російській імперії. Почала працювати над створенням грузинських національних костюмів в театрі-студії Георгія Джабадарі.

Олександр Цуцунава, Кетеван Магалашвілі та Дмитро Шеварднадзе (1930 рік)

У 1921 році влаштувалася працювати до бібліотеки Національної галереї, де познайомилася з її засновником і директором Дмитром Шеварднадзе. Під впливом досвідченого художника звернулася до жанру портрета, почала малювати друзів, знайомих, інших художників.

Кетеван Магалашвілі за роботою (Париж, 1923 рік)

У 1923 році вирушила на навчання до Мюнхена, після чого в тому ж році перевелася до Академії Колароссі у Парижі.
Повернувшись до Тбілісі, влаштувалася реставратором у Національну галерею, продовжила писати портрети. Після арешту і, ймовірно, страти Дмитра Шеварднадзе в 1937 році звільнилася із заснованої ним галереї. Почала активно брати участь у виставках.
У 1946 році отримала звання Заслуженого діяча мистецтв Грузинської РСР, з 1961 — Народний артист Грузинської РСР.
У 1961 і 1972 роки пройшли персональні виставки Кетеван Магалашвілі.
Померла в Тбілісі 30 травня 1973 року.

## Нагороди
- орден Трудового Червоного Прапора (17.04.1958)

## Творчість
Колірне вирішення портретів Магалашвілі стримане, відчувається тонка грань психологічної сторони героїв картин. Сама художниця в одному з інтерв'ю сказала, що героя портрета потрібно спочатку розговорити, вступити з ним в боротьбу або знайти якийсь інший спосіб, щоб вловити міміку, рухи рук, рухи очей, зрозуміти головну ідею.
Крім знайомих і художників, малювала портрети робітників-стахановців.
Портрети Кетеван Магалашвілі знаходяться в колекціях різних музеїв, у тому числі в Державному музеї мистецтв Грузії в Тбілісі (портрети Якова Ніколадзе (1922 рік), Єлени Ахвледіані (1924 рік), Серго Закаріадзе (1951 рік)) та Музеї мистецтва народів Сходу в Москві (портрет Медея Джапарідзе (1957 рік)).